# Tantalite-(Mn)
La tantalite-(Mn) (simbolo IMA: Ttl-Mn) è un minerale raro della classe degli "ossidi e idrossidi" appartenente al supergruppo della columbite e da lì al gruppo della columbite. La sua composizione è Mn2+Ta2O6, cioè chimicamente è un ossido di manganese-tantalio.
La località tipo della tantalite (Mn) sono le pegmatiti nella zona delle miniere di Utö Gruvor sull'isola di Utö, comune di Haninge (Contea di Stoccolma, Svezia).

## Etimologia e storia
Nel 1802, Anders Gustaf Ekeberg trovò un nuovo elemento chimico in due minerali appena scoperti a Ytterby in Svezia e a Skogsböle vicino a Kimito (ora Kimitoön e Kemiönsaari rispettivamente), nella regione di Varsinais-Suomi, in Finlandia, e lo descrisse come tantalio. Chiamò i due nuovi minerali tantalite (quello scoperto a Kimito) e ittrotantalite (quello scoperto a Ytterby). Ekeberg scelse il nome tantalio in nome della figura mitologica greca Tantalo:
(Anders Gustaf Ekeberg: Kongl. I nuovi documenti dell'Accademia delle Scienze, vol. 23)
Il termine tantalite di manganese risale ad Adolf Erik Nordenskiöld, che usò questo termine nel 1876/77 per descrivere un minerale di colore rosso-nero-marrone proveniente dalle miniere dell'isola svedese di Utö, che è di un bel rosso alla luce trasmessa, a causa del suo contenuto dominante di manganese e tantalio. Secondo Andreas Arzruní, tuttavia, questo minerale è un rappresentante dominato dal niobio, e non dal tantalio, appartenente alla serie di cristalli misti columbite-tantalite a causa della sua densità troppo bassa. Lo stesso Arzruni, seguendo un suggerimento di Christian Wilhelm Blomstrand, si riferì a un minerale probabilmente recuperato dal lavaggio dell'oro dei giacimenti d'oro “Bakakin” nella zona di Sanarka negli Urali meridionali (Distretto Federale degli Urali, Russia) noto come manganotantalite.
Secondo Paul Ramdohr e Hugo Strunz, solo i membri finali della serie di cristalli misti di columbite, niobite e tantalite, rappresentano minerali indipendenti, cosa che è stata trattata in modo simile in molte altre opere di riferimento di questo periodo. La manganotantalite, come la manganoniobite e la magnesioniobite, era considerata semplicemente una varietà. Nel corso della sostituzione di una nomenclatura dominata dai prefissi con una nomenclatura dominata dai suffissi da parte dell'Associazione Mineralogica Internazionale (IMA), il minerale manganotantalite è stato rinominato tantalite-(Mn) e il termine manganotantalite è caduto in disuso.
Il campione tipo non è definito per il minerale. A causa della sua scoperta e descrizione iniziale prima del 1959, la tantalite-(Mn) è uno dei minerali designati come grandfathered (G) dall'IMA.

## Classificazione
L'attuale classificazione dell'IMA assegna la tantalite (Mn) al gruppo della columbite (serie columbite-tantalite, minerali del gruppo di columbite (CGM), columbotantalite) con la formula generale AB2O6, in cui A e B rappresentano posizioni diverse nella struttura dei minerali del gruppo della columbite con A = Fe2+, Mn2+, Mg2+ e subordinatamente rappresentano anche cationi trivalenti oltre a B = Ta5+, Nb5+ e subordinatamente anche Ti4+ e Sn4+. Il gruppo della columbite in senso stretto comprende i minerali ortorombici columbite-(Fe), columbite-(Mn), columbite-(Mg), tantalite-(Mn), tantalite-(Fe), tantalite-(Mg) e qitianlingite.
Già nell'obsoleta, ma in parte ancora in uso, 8ª edizione della sistematica minerale secondo Strunz, la tantalite-(Mn) (ex manganotantalite) apparteneva alla classe minerale di "ossidi e idrossidi" e lì alla sottoclasse di "ossidi con il rapporto di massa metallo:ossigeno = 1:2 (MO2 e composti correlati)", dove è elencata insieme a columbite-(Fe) (precedentemente ferrocolumbite), columbite-(Mg) (precedentemente magnesiocolumbite), columbite-(Mn) (precedentemente manganocolumbite), tantalite-(Fe) (precedentemente ferrotantalite) e tantalite-(Mg) (precedentemente magnesiotantalite), con le quali forma il "gruppo della columbite" con il sistema nº IV/D.18.
Anche la 9ª edizione della sistematica minerale di Strunz, valida dal 2001 e utilizzata dall'Associazione Mineralogica Internazionale (IMA), classifica la tantalite-(Mn) nella classe degli "ossidi e idrossidi" e lì nella sottoclasse degli ossidi con il rapporto di sostanza "4.D Metallo:Ossigeno = 1:2 e simili". Questa categoria è ulteriormente suddivisa in base alla dimensione relativa dei cationi coinvolti e alla struttura cristallina, in modo che il minerale sia classificato in base alla sua composizione nella suddivisione "4.DB Con cationi di media dimensione; catene di ottaedri che condividono uno spigolo", dove, insieme a columbite-(Fe), columbite-(Mg), columbite-(Mn), qitianlingite, tantalite-(Fe) e tantalite-(Mg) forma il gruppo della columbite con il sistema nº 4.DB.35.
La classificazione dei minerali di Dana, utilizzata principalmente nel mondo anglosassone, classifica la tantalite-(Mn) nella classe minerale di "ossidi e idrossidi" nella divisione di "ossidi multipli con Nb, Ta e Ti". Qui la si può trovare insieme alla tantalite-(Fe), columbite-(Fe), columbite-(Mn), columbite-(Mg) e tantalite-(Mg) nella serie tantalite-columbite 08.03.02 all'interno della suddivisione "Ossidi multipli con Nb, Ta e Ti e la formula A(B2O6)".

## Chimica
Dieci analisi con microsonda elettronica di tantalite(Mn) della pegmatite di granito LCT "Koktokay nº 3" del deposito "Altay" nel "Koktokay pegmatite field", (nella regione autonoma dello Xinjiang Uighur, Cina), hanno prodotto valori medi del 66,34% di ossido di tantalio (Ta2O5), 15,49% di ossido di niobio (Nb2O5), 13,57% di monossido di manganese (MnO), 1,10% di ossido ferroso (FeO), 0,08% biossido di titanio (TiO2), 0,02% di pentossido di antimonio (Sb2O5) (somma totale 96,60%), da cui è stata calcolata la formula empirica:
- {\displaystyle {\ce {(Mn_{0,93}^{2+}Fe_{0,07}^{2+})_{\Sigma=1,00}(Ta_{1,44}Nb_{0,56})_{\Sigma=2,00}O_6}}}

Questa formula è stata semplificata in Mn2+Ta2O6, che richiede un contenuto di 86,17% di ossido di tantalio e 13,63% monossido di manganese. La formula ufficiale dell'IMA è anche Mn2+Ta2O6. Come tutti i membri del gruppo della columbite, la tantalite-(Mn) può contenere quantità significative di uranio, metalli delle terre rare, calcio e torio e/o ferro trivalente (Fe3+), scandio, titanio, stagno e tungsteno.
La tantalite-(Mn) è l'analogo dominante Ta5+ della columbite-(Mn) dominata da Fe2+, MnNb2O6, con la quale forma una serie continua di cristalli misti. Forma anche l'analogo Mn2+-dominante della tantalite-(Fe) dominata da Fe2+ (o la sua tapiolite-(Fe)-dimorfa tetragonale), così come l'analogo Mn2+Ta5+-dominante della columbite-(Fe) dominata da Fe2+Nb5+, FeNb2O6 – tuttavia, la formazione di cristalli misti è solo parzialmente possibile qui a causa del divario di miscelazione nel diagramma quadrilatero dei membri terminali del gruppo columbite. Infine, è anche l'analogo dominante Mn2+ della tantalite-(Mg), (Mg,Fe2+)(Ta,Nb)2O6 dominata da Mn2+Ta5+ e l'analogo dominante Mn2+Ta5+ della columbite-(Mg), (Mg,Fe,Mn)(Nb,Ta)2O6.
Chimicamente identiche alla tantalite-(Mn) sono il suo dimorfo tetragonale tapiolite-(Mn) e la tantalowodginite, (Mn2+0,5☐0,5)TaTa2O8.

## Abito cristallino
La tantalite-(Mn) cristallizza nel sistema ortorombico nel gruppo spaziale Pbcn (gruppo nº 60) con i parametri reticolari a = 14,41 Å, b = 5,76 Å e c = 5,08 Å oltre a quattro unità di formula per cella unitaria.
Come per tutti i rappresentanti del gruppo delle columbite, la struttura cristallina della tantalite-(Mn) è costituita da ottaedri legati ad angoli e bordi, che si uniscono per formare catene parallele [001] e strati paralleli [100]. Secondo Petr Černý e Scott Ercit, si tratta di strati ondulati di catene a zig-zag costituite da ottaedri con bordi comuni, che sono collegati tra loro da angoli comuni.
La struttura è simile a quella della scrutite, α-PbO2, ma risulta dalla presenza di tre diversi tipi di catene e strati [... (AB),(BA),(BB) ...] una triplicazione delle dimensioni della cella unitaria. È una sovrastruttura a 6 strati di α-PbO2, per cui questa sovrastruttura viene lentamente persa quando la temperatura aumenta. A 1100°C, l'ordine dei cationi è in gran parte statistico e corrisponde alla struttura α-PbO2. La struttura stessa rappresenta un impacchettamento esagonale più denso di atomi di ossigeno, in cui sia gli atomi in posizione A (in questo caso Mn2+) che gli atomi in posizione B (qui Ta) sono coordinati ottaedrici. I cationi occupano la metà delle posizioni ottaedriche disponibili. I cationi B (qui tantalio) formano doppi strati di ottaedri legati ai bordi, che si alternano a singoli strati di cationi A (qui manganese).
La tantalite-(Mn) è isotipica (isostrutturale) rispetto agli altri rappresentanti del gruppo della columbite. Inoltre, forma il dimorfo ortorombico alla tapiolite-(Mn) chimicamente completamente identica, ma che cristallizza tetragonalmente.

## Caratteristiche

### Morfologia
La tantalite-(Mn) si trova sotto forma di brevi cristalli prismatici, isometrici o tabulari che sono cresciuti insieme per formare aggregati paralleli o subparalleli. Sono comuni anche accumuli massicci o aggregati granulari.
I minerali del gruppo della columbite possono formare cristalli molto grandi, ma non viene quasi mai fornita un'analisi chimica per i cristalli descritti in letteratura, motivo per cui raramente è possibile un'assegnazione esatta. Si dice che i cristalli di grandi dimensioni provengano dai pressi di Ribauè nell'omonimo distretto di Nampula, in Mozambico. Cristalli fino a 500 kg (columbite-(Fe)) sono stati trovati nella Mina La Verde vicino a La Bella, nella provincia di Ñuflo de Chavez, nel dipartimento di Santa Cruz, in Bolivia.
Una ricerca di Mikhail Yu. Povarennykh in massicci granitici contenenti tantalio in Transbajkal (Russia) e Kazakistan hanno dimostrato che nel corso dell'evoluzione di questi graniti metallici rari, si può osservare nel corso dell'evoluzione una tendenza da cristalli aghiformi e frondosi a cristalli tabulari e tabulari-spessi, nonché da cristalli tabulari-colonnari a cristalli isometrici e a colonna corta nel corso dell'evoluzione nell'habitus dei minerali del gruppo delle columbite. Nel dettaglio, ha distinto cinque diversi tipi di habitus.
- habitus tipo I: colonnare-aghiforme e frondoso: {010}, {031}, {130}, {hk0}
- habitus tipo II: tabulare: {010}, {110}, {011}
- habitus tipo III: placcato spesso: {010}, {110}, {0kl}, {111}
- habitus tipo IV: con colonne tabulari: {010}, {001}, {hk0}, {hkl}
- habitus tipo V: isometrico e a colonne corte: {001}, {010}, {0kl}, {hk0}, {h0l}[24]

Un tratto caratteristico è la formazione di geminati secondo (021) e/o secondo (023), che, oltre ai classici gemelli con angoli rientranti, produce anche triplette pseudoesagonali. Inoltre, le facce di {530} e {051} sono state osservate come piani gemelli.
La sottile striatura che si verifica sui cristalli di Ivittuut su quasi tutte le superfici, ma più chiaramente osservata su {110}, è spiegata dalla traslazione parallela {010}, non è una striscia combinata. Le aderenze orientate di columbite su Samarskite-(Y) da Ånnerød vicino a Moss (Østfold, Norvegia), sono indicate come Ånnerødite dal luogo in cui sono state trovate. Pseudomorfismi dalla tantalite-(Mn) al fluornatromicrolite sono noti nella valle di Shigar, Gilgit-Baltistan, Pakistan. Dalla pegmatite del Rubicone vicino a Karibib in Namibia, sono state descritte lamelle di segregazione di tantalite-(Mn) in un rappresentante del gruppo di microliti all'interno del supergruppo del pirocloro. Il rappresentante del gruppo microlitico si trova in ambligonite-montebrasite ed è accompagnato da minerali di tapiolite-(Fe), apatite e bismuto. Sempre dalla pegmatite del Rubicone proviene un cristallo di tantanlite-(Mn) grande 2 cm, nella cui stretta zona di bordo la tantalite-(Mn) è sostituita dalla tantalite-(Fe) lungo le fessure. Oleg von Knorring e Eric Condliffe hanno dimostrato che la tantalite-(Mn) può occasionalmente esibire una semplice macrozonazione visibile a occhio nudo - una zona marginale ricca di tantalio più luminosa nei cristalli che alla fine non rappresenta altro che un arricchimento di tantalio durante le fasi finali della cristallizzazione pegmatitica.
La columbite-(Mn) e la columbite-(Fe) possono essere molto simili alla tantalite-(Mn), da cui la tantalite-(Mn) spesso non può essere chiaramente distinta senza analisi chimiche. I membri ricchi di niobio del gruppo della columbite (cioè columbite-(Mn) e columbite-(Fe)) sono generalmente sviluppati in modo tabulare secondo {100} – e mostrano {010}, {001}, {021} e {111} – o prismaticamente paralleli all'asse b [010]. I membri ricchi di tantalio come la tantalite-(Mn) sono più colonnari lungo l'asse c [001] e sono spesso fortemente striati su {100}. La confusione è possibile anche con l'ematite – che però ha una striscia in una sola direzione – l'ilmenite e l'allanite.

### Proprietà fisiche e chimiche
I cristalli di tantalite-(Mn) sono da rosa a quasi incolori o rossi, da bruno-rossastri a neri. Il colore del loro striscio va dal rosso allo scarlatto o al nero o al bianco, a seconda del colore minerale. Le superfici dei cristalli, che sono trasparenti ai bordi sottili e altrimenti da traslucide a opache, mostrano una brillantezza da vitrea a semi-metallica o addirittura una brillantezza simile al metallo. La tantalite-(Mn) ha un'alta rifrazione e una birifrangenza molto elevata (δ = 0,200) in base alla sua brillantezza. In luce riflessa, il minerale è incolore, bruno-rossastro o rosso e mostra un forte pleocroismo da rosso a bruno rossastro a arancione.
La tantalite-(Mn) ha due diverse sfaldature: una distinta secondo (100) e una meno distinta secondo (010). A causa della sua fragilità, tuttavia, si frattura in modo simile all'ambligonite o al quarzo, con le superfici di frattura irregolari (come nell'ambligonite) o simili a conchiglie (come nel quarzo). Il minerale ha una durezza Mohs di 6 ed è quindi uno dei minerali medio-duri che possono essere graffiati con una lima d'acciaio così come il minerale di riferimento ortoclasio. La durezza Vickers per la tantalite-(Mn) è stata determinata con VHN100 = 488 – 681 kg/mm². La densità misurata per la tantalite-(Mn) è compresa tra 6,65 e 8,00 g/cm³, a seconda del processore, la densità calcolata è di 8,01 g/cm³.
Il cristallo utilizzato per determinare i parametri reticolari ha una densità misurata di 6,76 g/cm³ e una densità calcolata di 7,073 g/cm³.
Al cannello a soffiatura, la tantalite è infusibile nelle pinzette in platino e sul carbonio; sul carbone, con la soda e una piccola aggiunta di borace, di solito si produce dello stagno metallico nel fuoco di riduzione. La reazione al manganese avviene con soda e salnitro; nell'ampolla di vetro non vengono rilasciati composti volatili. Quando contiene ferro, viene sciolto lentamente dal borace per formare un vetro color ferro che, a un certo grado di saturazione, può diventare bianco grigiastro, soprattutto se è stato precedentemente trattato con la fiamma riducente. Quando è completamente saturo, diventa poco chiaro mentre si raffredda. Inoltre viene sciolto solo lentamente dal sale di fosforo per formare un vetro colorato dall'ossido di ferro, che dopo il raffreddamento nel fuoco di riduzione diventa giallo pallido, ma non rosso. Se trattato con stagno su carbone, il vetro diventa verde. La tantalite contenente acido di tungsteno fornisce una perla di sale di fosforo colorata dal ferro, che diventa rosso scuro dopo il riscaldamento in un fuoco di riduzione e dopo il raffreddamento, e mantiene questo colore anche se trattata con stagno su carbone. Decomposto per fusione con bisolfato di potassio. Dissoluzione leggera nel monocloruro di zolfo, dalla soluzione fredda si formano bellissimi cristalli. Hiroshi Majima e colleghi hanno studiato la reazione di dissoluzione della tantalite in soluzioni acquose di acido fluoridrico (HF), acido fluoridrico-acido cloridrico (HF-HCl), ammonio (NH4), fluoro-acido cloridrico (F-HCl), acido fluoridrico-idrogeno (HF-H2), solfato e ammonio. Per una rapida dissoluzione della tantalite, è necessaria la presenza di H+ e F−. L'aumento della concentrazione di questi ioni e della temperatura contribuirà ad aumentare il tasso di dissoluzione. Invece di utilizzare un acido debole come l'acido fluoridrico come fornitore di ioni, è possibile utilizzare come solventi combinazioni di acido cloridrico o idrogeno e solfato e sali di fluoro neutri come fluoruro d'ammonio (NH4F).
La tantalite-(Mn) non mostra fluorescenza né nella luce UV a onde lunghe né in quella a onde corte.

## Origine e giacitura
I minerali del gruppo della columbite si presentano come componente ausiliario e per lo più primario dei depositi magmatici di tungsteno, stagno e REE (graniti alcalini e peralcalini e sieniti), rocce alcaline e intrusioni carbonatitiche, graniti (graniti di metalli rari) e pegmatiti della famiglia LCT (Li-cesio-tantalio), con tantalite (Mn) presente in tutti questi diversi tipi ad eccezione delle carbonatiti. All'interno delle pegmatiti, può verificarsi in tutte le principali fasi dello sviluppo delle pegmatiti. Durante le fasi post-magmatiche, la tantalite (Mn) cristallizza anche come margine di crescita eccessiva o di spostamento su minerali precedentemente formati del gruppo della columbite. In molti casi, i rappresentanti ricchi di manganese e tantalio del gruppo della columbite rappresentano il punto finale dell'evoluzione dei minerali del gruppo della columbite nelle pegmatiti e nei graniti e quindi gli ultimi rappresentanti del gruppo della columbite a formarsi. Infine, la tantalite-(Mn), come tutti i rappresentanti del gruppo della columbite, si trova come minerale pesante detritico nei saponi.
I minerali tipici che accompagnano la tantalite-(Mn) sono l'albite (anche nella sua varietà cleavelandite), il microclino, il berillo (soprattutto della varietà acquamarina), la lepidolite, la muscovite, la tormalina, lo spodumene, la lithiophilite, la trifilite, l'ambligonite, la triplite, la samarskite-(Y), l'apatite, minerali del gruppo microlitico all'interno del supergruppo del pirocloro e cassiterite così come quarzo, fluorapatite, topazio, simpsonite e väyrynenite.
Essendo una formazione minerale piuttosto rara, la tantalite-(Mn) è in parte abbondante in vari siti, ma nel complesso non molto diffusa. A partire dal 2018, il minerale è stato descritto da circa 220 siti. La località tipo per la tantalite-(Mn) è la pegmatite nell'area del "Utö gruvor" (miniere di Utö) sull'isola di Utö nella contea di Stoccolma, in Svezia. Su Utö, diversi graniti del Proterozoico si incastonano tra le rocce nella parte settentrionale dell'isola. Alcune di queste possono essere classificate come pegmatiti LCT del sottotipo petalite. Due di queste pegmatiti LCT (una delle quali è una pegmatite di litio) si propagano nelle vecchie miniere di ferro attraverso una sequenza di metatufiti riolitiche, skarn e sequenze di banded iron bed. Queste due pegmatiti LCT sono la località tipo per quattro specie minerali (spodumene, petalite, tantalite-(Mn) e holmquistite) e per l'elemento chimico litio.
In considerazione del numero molto elevato di depositi di tantalite-(Mn), si menzionano solo i siti più importanti. Questi includono:
- le pegmatiti delle pietre preziose nel "campo pegmatite di Dara-i-Pech", distretto di Chapa Dara, provincia di Kunar, Afghanistan
- le pegmatiti "Kolum" e "Mawi" nel "Nilaw-Kolum Pegmatite Field", Distretto di Du Ab; le pegmatiti di spodumene di "Paprok" nel distretto di Kamdesh; e il "campo pegmatite di Korgal" nel distretto di Nuristan, tutti nella provincia di Nuristan, Afghanistan
- il pavimento in quarzo con vecchi passaggi di "Tamazaror" vicino a Laouni, Ahaggar, provincia di Tamanrasset, Algeria
- la miniera "La Elvirita" nel distretto di El Quemado, Nevados de Palermo, Dipartimento di La Poma, Provincia di Salta; le pegmatiti di "Virorco" nel giacimento di "Las Águilas" vicino a El Trapiche e la "Miniera San Luis II" nel giacimento di pegmatiti di Totoral, La Florida, entrambi nel dipartimento di Coronel Pringles, provincia di San Luis, Argentina
- la miniera di Greenbushes nel Greenbushes Tinfield, Bridgetown-Greenbushes Shire, e la miniera di tantalite di Wodgina a Wodgina e Abydos Station, Pilbara nella contea di Port Hedland, entrambe nell'Australia occidentale, Australia
- "Mina Verde" vicino a La Bella, provincia di Ñuflo de Chavez, dipartimento di Santa Cruz, Bolivia
- situato a 2 km a sud della strada principale che collega le città dell'Ecuador e di Parelhas, la pegmatite "Alto do Giz" e la pegmatite "Boqueirão" vicino a Parelhas, entrambe nello stato di Rio Grande do Norte, e la pegmatite di Caiçara vicino a Picuí, Paraíba, tutte nella provincia mineraria di "Borborema", Brasile
- la "Cava di Facciatoia" e la pegmatite tipo LCZ "Fonte del Prete", in contrada San Piero in Campo di Campo nell'Elba, Isola d'Elba, Provincia di Livorno, in Italia
- le pegmatiti di granito LCT Koktokay nº 1 e nº 3 del giacimento di Altay nel giacimento di pegmatite di Koktokay, rispettivamente nella contea di Koktokay e Fuyun, prefettura di Altay, prefettura autonoma kazaka di Ili, regione autonoma uigura dello Xinjiang, Cina
- la pegmatite di tanco coltivata in miniera di Tanco al lago Bernic, zona di Lac-du-Bonnet, Manitoba, Canada
- dalle pegmatiti "Marropino", "Moneia", "Morro Conco", "Muiâne", "Murrua" ("Morrua"), "Mutala" e "Naipa" nel distretto di Alto Ligonha, provincia della Zambezia, e da Ribauè nell'omonimo distretto, Nampula, Mozambico
- il Territorio Speciale Pakistano del Gilgit-Baltistan (ex Aree Settentrionali) con il sito "Bulochi" nella Valle di Astor, il distretto di Astor e le località "Chhappu" e "Dassu" nella Valle di Braldu, "Shengus" e "Stak Nala" nei Monti Haramosh e "Mungo" nella Valle di Shigar
- la "Mdara Mine" e la "Al-Hayat Claim" nell'area di Bikita vicino a Masvingo (ex Fort Victoria), Zimbabwe
- "Jakkalswater" (pegmatite di Noumas-I), Steinkopf, Distretto di Namakwa, Paesaggio del Namaqualand, provincia del Capo Settentrionale, Sudafrica
- la cava di Bennett vicino a Buckfield, Oxford Co., nel Maine; la "miniera di Pinchbeck nº 1" e la pegmatite "Rutherford nº 3" presso il tribunale di Amelia, nella contea di Amelia, in Virginia; la miniera di Bob Ingersoll nei pressi di Keystone nell'omonimo distretto, Pennington Co., South Dakota; e varie pegmatiti come la pegmatite di Vanderberg-Katerina e la miniera di Katerina a Hiriart Mountain vicino a Pala nella contea di San Diego, in California, Stati Uniti.

La posizione della tantalite-(Mn) in Germania, Austria e Svizzera sono sconosciute.

## Utilizzi
La tantalite-(Mn) è un minerale di tantalio ricco e ricercato grazie al suo contenuto di ossido di tantalio (Ta2O5) massimo dell'86,17%.
Il tantalio ha una capacità unica di immagazzinare e rilasciare energia, motivo per cui più della metà della produzione mondiale di questo metallo viene utilizzata nell'elettronica. I componenti a base di tantalio possono essere eccezionalmente piccoli e altri elementi non possono essere utilizzati come sostituti senza ridurre le prestazioni dell'apparecchiatura elettronica. Di conseguenza, il tantalio viene utilizzato come componente in dispositivi onnipresenti come telefoni cellulari, apparecchi acustici e dischi rigidi. La bassa resistenza meccanica del tantalio e la sua elevata biocompatibilità ne consentono l'utilizzo per rivestire substrati più spessi come gli acciai inossidabili per applicazioni mediche. Qui viene utilizzato per protesi di vasi sanguigni, placche, sostituti ossei, graffette e fili di sutura. Nell'industria chimica, la resistenza alla corrosione del tantalio viene utilizzata nel rivestimento di tubi, serbatoi e contenitori. Gli ossidi di tantalio aumentano l'indice di rifrazione delle lenti in vetro, mentre la durezza del carburo di tantalio lo rende un materiale ideale per la produzione di utensili da taglio.
Sebbene piuttosto morbida per una gemma con una durezza pari 6, la tantalite-(Mn) viene occasionalmente macinata a causa del suo colore insolito, nonché dell'elevata luce e dell'altissima birifrangenza.. Il minerale è anche molto richiesto dai collezionisti di minerali grazie ai suoi attraenti cristalli.